# Jüdischer Friedhof (Großropperhausen)

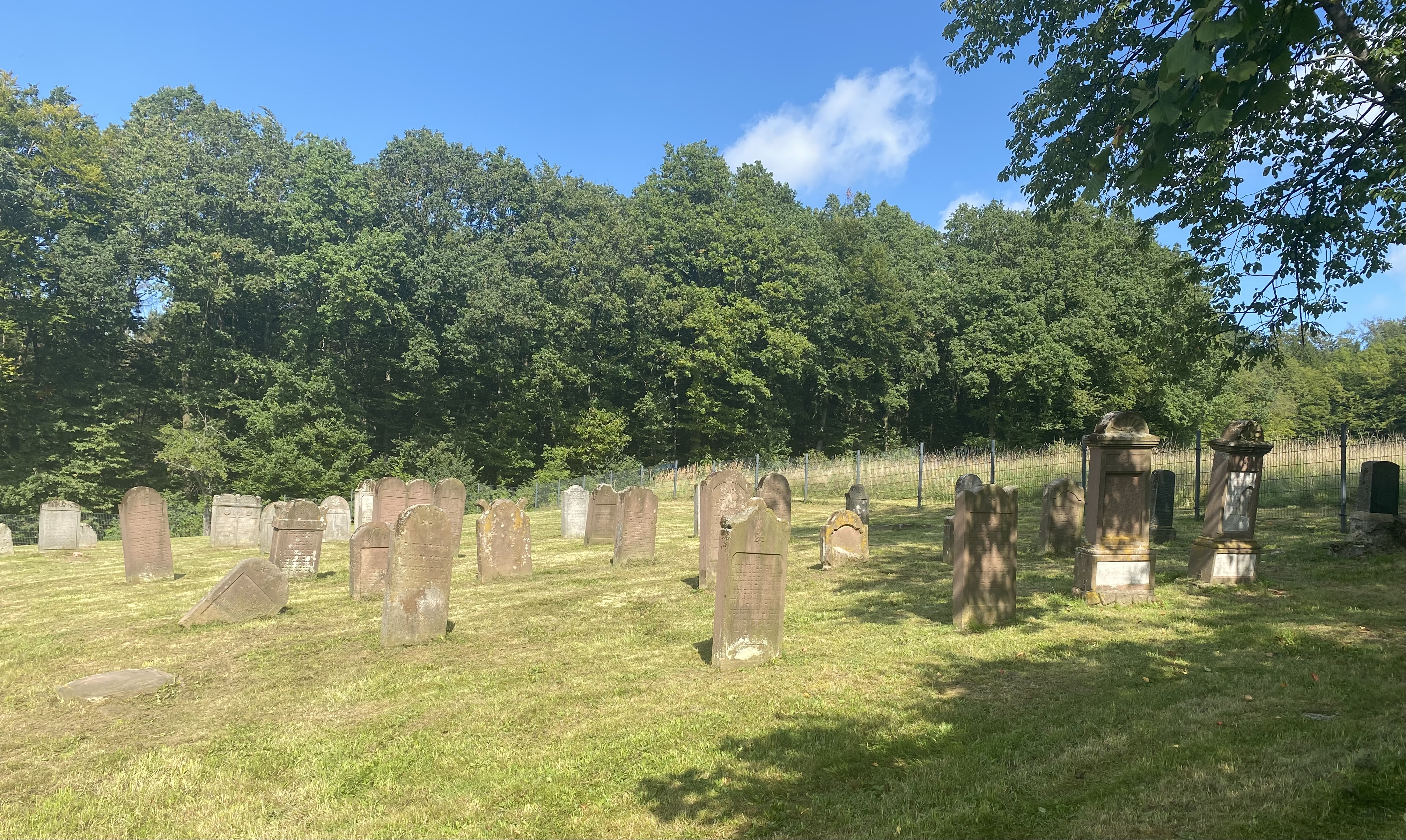
Jüdischer Friedhof Großropperhausen (September 2021)

Der Jüdische Friedhof Großropperhausen ist ein Friedhof in Großropperhausen, einem Ortsteil der Gemeinde Frielendorf im Schwalm-Eder-Kreis in Hessen.
Der 1032 m² große jüdische Friedhof im Norden des Ortes nördlich der Straße „Kirchberg“ und östlich der Straße „Am Sterkelsberg“ wurde wohl spätestens im 19. Jahrhundert angelegt. Über die Anzahl der Grabsteine gibt es keine Angaben.